# Naturvårdsverket

Wappen des Naturvårdsverket

Naturvårdsverket ist die staatliche Behörde für Umwelt- und Naturschutz in Schweden.
Die 1967 gegründete Behörde mit Sitz in Stockholm ist dem schwedischen Umwelt- und Energieministerium unterstellt und verfolgt die vom Schwedischen Reichstag festgelegten Ziele zur nachhaltigen Entwicklung in den Bereichen: Klima und Luft, Boden, biologische Vielfalt, Umweltsanierung, Abfallwirtschaft, Umweltbeobachtung und Umweltforschung. In den Aufgabenbereich der Behörde fällt etwa die Ausweisung von Natura 2000-Gebieten, Gebieten von Reichsinteresse oder die Verwaltung des schwedischen Jagdregisters.

## Naturfotograf des Jahres
Naturvårdsverket vergibt seit 1990 jährlich die Auszeichnung „Naturfotograf des Jahres“ (Årets naturfotograf) an verdiente Fotografen. Mit der Auszeichnung verbunden ist ein Stipendium das eine Förderung von 25.000 SEK sowie die Möglichkeit beinhaltet, die Fotografien im Naturhistoriska riksmuseet auszustellen.